# Carro de Combate de Infantería Tipo 1937
El carro de combate Tipo 1937, fue un modelo desarrollado en España en 1937. Fue diseñado por expertos del "bando nacional" en la factoría La Naval de Sestao (Bilbao) durante la Guerra Civil Española. Para ello, se llevaron a dicha empresa los tres carros extranjeros más representativos que operaban en la contienda: los T-26, Panzer I y L3/35 .
Estaba propulsado por un motor MAN de 100 cv que impulsaba el carro hasta los 36 km/h. El armamento estaba constituido por un cañón automático Breda M35 de 20/65 mm y dos ametralladoras (una coaxial y otra delantera) de 7,92 mm. 
Sobre el papel el prototipo cumplía las expectativas por lo que se estimó un contrato para producir 30 unidades, pero para conseguir unas buenas prestaciones en otros campos se sacrificó su blindaje; éste era escaso y de mala calidad por lo que apenas era efectivo ante proyectiles de 7'92 mm, por lo que su producción se desestimó.
Posteriormente a este prototipo se le realizaron modificaciones en el tren de rodaje y se instaló un nuevo motor de 80 cv; así, transformado en tractor de artillería, fue sometido a diversas evaluaciones en la Escuela Central de Tiro de Carabanchel con buenos resultados, sin embargo, nunca llegó a alcanzar la fase de producción. Hoy en día se conserva el prototipo en la Academia de Infantería de Toledo.